# Rhizosphaera macrospora
Rhizosphaera macrospora är en svampart som beskrevs av Gourb. & M. Morelet 1979. Rhizosphaera macrospora ingår i släktet Rhizosphaera och familjen Venturiaceae.   Inga underarter finns listade i Catalogue of Life.